# USS Cowpens (CVL-25)
La USS Cowpens (CV-25 / CVL-25 / AVT-1) soprannominato The Mighty Moo, è stata una portaerei leggera da 11 000 tonnellate della classe Independence che ha servito la Marina degli Stati Uniti dal 1943 al 1947.
Chiamata in onore della battaglia di Cowpens, fu varata il 17 gennaio 1943 alla New York Shipbuilding Corporation, a Camden, nel New Jersey ed entrata in servizio il 28 maggio 1943 sotto il comando del Capitano RP McConnell. Fu riclassificata CVL-25 il 15 luglio 1943. La Cowpens rimase servizio fino alla fine del 1946, per poi venire dismessa.